# Scopifera eurystiba
Scopifera eurystiba är en fjärilsart som beskrevs av George Francis Hampson. Scopifera eurystiba ingår i släktet Scopifera och familjen nattflyn. Inga underarter finns listade.